# Automatyczny model wyceny
Automatyczny model wyceny (ang. Automated valuation model, AVM) – usługa umożliwiająca wycenę nieruchomości przy użyciu modelowania matematycznego i bazy danych transakcji na rynku nieruchomości. Większość automatycznych modeli wyceny korzysta z cen transakcyjnych okolicznych nieruchomości, często bierze też pod uwagę zmiany cen w czasie oraz informacje wprowadzone przez użytkowników – dotyczące np. budynku czy liczby pokoi.
Z AVM często korzystają banki, firmy windykacyjne i inne instytucje zajmujące się obrotem nieruchomościami. W ten sposób mogą szybko i tanio oszacować wartość nieruchomości. Automatyczny model wyceny pozwala też obiektywnie wycenić nieruchomość, zmniejszając ryzyko manipulacji danymi przez osoby trzecie.
Z drugiej strony, automatyczne modele wyceny posiadają pewne ograniczenia – bez osobistej wizyty w lokalu trudno określić standard lokalu. Wycena przeprowadzona przez AVM nie może też zostać wykorzystana jako operat szacunkowy, na przykład przy przyznawaniu kredytu. W tym obszarze, wyłączność mają rzeczoznawcy majątkowi. Wiele automatycznych modeli wyceny korzysta z publicznych danych transakcyjnych – a te są często wprowadzane z kilkumiesięcznym opóźnieniem, co może wpływać na wysokość wyceny.
AVM jest usługą którą oferują portale z ogłoszeniami o nieruchomościach (np. Zillow.com, działający w Stanach Zjednoczonych), biura nieruchomości (Redfin.com – USA), ale też wyspecjalizowane w tym obszarze portale, dla których jest to główna działalność (Hometrack.com – Wielka Brytania, Calcasa.nl – Holandia). W Polsce opatentowany algorytm AVM wykorzystuje m.in. serwis urban.one (bazujący na cenach transakcyjnych), Szybko.pl (wykorzystujący ceny ofertowe) czy CenaMetra (bazujący zarówno na cenach transakcyjnych, jak i ofertowych).